# Lago Pocharam

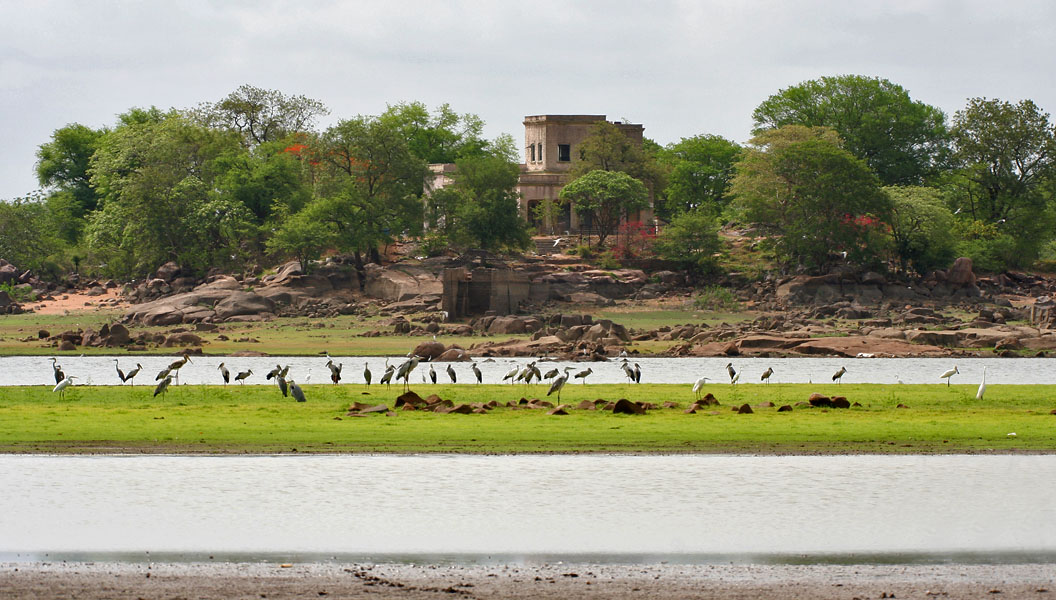
Una visión del Lago Pocharam con garzas y garcetas

El Lago Pocharam está situado en el distrito de Nizamabad en el estado indio de Telangana. Se encuentra junto a Pocharam Santuario de Vida Silvestre.